# Koert Thalen
Koert Thalen (Hoogezand-Sappemeer, 16 februari 1987) is een Nederlandse voetballer. De verdediger stond het laatst onder contract bij GVVV.
Hij speelde eerder in de jeugd bij VEV '67 en FC Groningen waar hij ook de hoofdmacht haalde, hij speelde echter maar 1 wedstrijd in het eerste elftal van FC Groningen. Na zijn tijd bij FC Groningen vertrok hij naar AGOVV Apeldoorn. Na een jaar aldaar ging hij amateurniveau spelen. 
Zijn debuut in het betaalde voetbal was op 23 oktober 2005 tegen ADO Den Haag.

## Carrière
| Seizoen | Club            | Wedstrijden | Doelpunten | Competitie     |
| ------- | --------------- | ----------- | ---------- | -------------- |
| 2005/06 | FC Groningen    | 1           | 0          | Eredivisie     |
| 2006/07 | FC Groningen    | 0           | 0          | Eredivisie     |
| 2007/08 | FC Groningen    | 0           | 0          | Eredivisie     |
| 2008/09 | AGOVV Apeldoorn | 9           | 0          | Eerste Divisie |
| Totaal  |                 | 10          | 0          |                |